# Terminalia novocaledonica
Terminalia novocaledonica là một loài thực vật thuộc họ Combretaceae. Đây là loài đặc hữu của New Caledonia.